# Архитектура фон Неймана

Схематичное изображение архитектуры компьютера фон Неймана (память, УУ, АЛУ, аккумулятор, ввод-вывод)

Архитектура фон Неймана (модель фон Неймана, Принстонская архитектура) — широко известный принцип совместного хранения команд и данных в памяти компьютера. Вычислительные машины такого рода часто обозначают термином «машина фон Неймана», однако соответствие этих понятий не всегда однозначно. В общем случае, когда говорят об архитектуре фон Неймана, подразумевают принцип хранения данных и инструкций в одном разделе памяти. Альтернативой архитектуре фон Неймана («принстонской архитектуре») является гарвардская архитектура.

## История возникновения термина
Основы учения об архитектуре вычислительных машин заложил Джон фон Нейман в 1944 году, когда подключился к созданию первого в мире лампового компьютера ЭНИАК. В процессе работы над ЭНИАКом в Институте Мура в Пенсильванском Университете во время многочисленных дискуссий фон Неймана с его коллегами Джоном Уильямом Мокли, Джоном Эккертом, Германом Голдстайном и Артуром Бёрксом возникла идея более совершенной машины под названием EDVAC. Исследовательская работа над EDVAC продолжалась параллельно с конструированием ЭНИАКа.

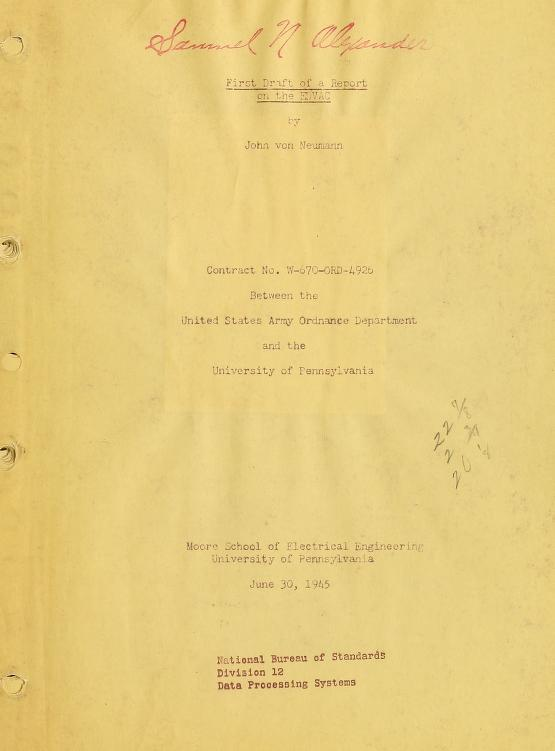
Первая страница отпечатанной копии «Первого отчёта по EDVAC»

В марте 1945 года принципы логической архитектуры были оформлены в документе, который назывался «Первый проект отчёта о EDVAC» — отчёт для Баллистической лаборатории Армии США, на чьи деньги осуществлялась постройка ЭНИАКа и разработка EDVACа. Отчёт, поскольку он являлся всего лишь наброском, не предназначался для публикации, а только для распространения внутри группы, однако Герман Голдстайн — куратор проекта со стороны Армии США — размножил эту научную работу и разослал её широкому кругу учёных для ознакомления. Так как на первой странице документа стояло только имя фон Неймана, у читавших документ сложилось ложное впечатление, что автором всех идей, изложенных в работе, является именно он. Документ давал достаточно информации для того, чтобы читавшие его могли построить свои компьютеры, подобные EDVACу на тех же принципах и с той же архитектурой, которая в результате стала называться «архитектурой фон Неймана».
После завершения Второй мировой войны и окончания работ над ЭНИАКом в феврале 1946 года команда инженеров и учёных распалась, Джон Мокли, Джон Экерт решили обратиться в бизнес и создавать компьютеры на коммерческой основе. Фон Нейман, Голдстайн и Бёркс перешли в Институт перспективных исследований, где решили создать свой компьютер «IAS-машина», подобный EDVACу, и использовать его для научно-исследовательской работы. В июне 1946 года они изложили свои принципы построения вычислительных машин в ставшей классической статье «Предварительное рассмотрение логической конструкции электронно-вычислительного устройства». С тех пор прошло более полувека, но выдвинутые в ней положения сохраняют свою актуальность и сегодня. В статье убедительно обосновывается использование двоичной системы для представления чисел, а ведь ранее все вычислительные машины хранили обрабатываемые числа в десятичном виде. Авторы продемонстрировали преимущества двоичной системы для технической реализации, удобство и простоту выполнения в ней арифметических и логических операций. В дальнейшем ЭВМ стали обрабатывать и нечисловые виды информации — текстовую, графическую, звуковую и другие, но двоичное кодирование данных по-прежнему составляет информационную основу любого современного компьютера.
Ещё одной революционной идеей, значение которой трудно переоценить, является принцип «хранимой программы». Первоначально программа задавалась путём установки перемычек на специальной коммутационной панели. Это было весьма трудоёмким занятием: например, для изменения программы машины ЭНИАК требовалось несколько дней, в то время как собственно расчёт не мог продолжаться более нескольких минут — выходили из строя лампы, которых было огромное количество. Однако программа может также храниться в виде набора нулей и единиц, причём в той же самой памяти, что и обрабатываемые ею числа. Отсутствие принципиальной разницы между программой и данными дало возможность ЭВМ самой формировать для себя программу в соответствии с результатами вычислений.
Наличие заданного набора исполняемых команд и программ было характерной чертой первых компьютерных систем. Сегодня подобный дизайн применяют с целью упрощения конструкции вычислительного устройства. Так, настольные калькуляторы, в принципе, являются устройствами с фиксированным набором выполняемых программ. Их можно использовать для математических расчётов, но почти невозможно применить для обработки текста и компьютерных игр, для просмотра графических изображений или видео. Изменение встроенной программы для такого рода устройств требует практически полной их переделки, и в большинстве случаев невозможно. Впрочем, перепрограммирование ранних компьютерных систем всё-таки выполнялось, однако требовало огромного объёма ручной работы по подготовке новой документации, перекоммутации и перестройки блоков и устройств и т. п.
Всё изменила идея хранения компьютерных программ в общей памяти. Ко времени её появления использование архитектур, основанных на наборах исполняемых инструкций, и представление вычислительного процесса как процесса выполнения инструкций, записанных в программе, чрезвычайно увеличило гибкость вычислительных систем в плане обработки данных. Один и тот же подход к рассмотрению данных и инструкций сделал простой задачу изменения самих программ.

## Принципы фон Неймана
Принцип программного управления
Все вычисления, предусмотренные алгоритмом решения задачи, должны быть представлены в виде программы, состоящей из последовательности управляющих слов — команд (инструкций). Каждая команда предписывает некоторую операцию из фиксированного набора операций, реализуемых вычислительной машиной. Команды программы хранятся в последовательных ячейках памяти вычислительной машины и выполняются в естественной последовательности, то есть в порядке их положения в программе. При необходимости, с помощью специальных команд, эта последовательность может быть изменена. Решение об изменении порядка выполнения команд программы принимается либо на основании анализа результатов предшествующих вычислений, либо безусловно (по соответствующей команде).
Принцип адресности
Структурно основная память состоит из пронумерованных ячеек, причём процессору в произвольный момент доступна любая ячейка. Двоичные коды команд и данных разделяются на единицы информации, называемые словами, и хранятся в ячейках памяти, а для доступа к ним используются номера соответствующих ячеек — адреса.
Принцип однородности памяти
Команды и данные хранятся в одной и той же памяти и внешне в памяти неразличимы. Распознать их можно только по способу использования; то есть одно и то же значение в ячейке памяти может использоваться и как данные, и как команда, и как адрес в зависимости лишь от способа обращения к нему. Это позволяет производить над командами те же операции, что и над числами, и, соответственно, открывает ряд возможностей. Так, циклически изменяя адресную часть команды, можно обеспечить обращение к последовательным элементам массива данных. Такой приём носит название модификации команд и с позиций современного программирования не приветствуется. Более полезным является другое следствие принципа однородности, когда команды одной программы могут быть получены как результат исполнения другой программы. Эта возможность лежит в основе трансляции — перевода текста программы с языка высокого уровня на язык конкретной вычислительной машины.
По плану, первым компьютером, построенным по архитектуре фон Неймана, должен был стать EDVAC (Electronic Discrete Variable Automatic Computer) — одна из первых электронных вычислительных машин. В отличие от своего предшественника ЭНИАКа, это был компьютер на двоичной, а не десятичной основе. Как и ЭНИАК, EDVAC был разработан в Институте Мура Пенсильванского университета для Лаборатории баллистических исследований (англ.) Армии США командой инженеров и учёных во главе с Джоном Преспером Экертом и Джоном Уильямом Мокли при активной помощи математика, однако до 1951 года EDVAC не был запущен из-за технических трудностей в создании надёжной компьютерной памяти и разногласий в группе разработчиков. Другие научно-исследовательские институты, ознакомившись с ЭНИАКом и проектом EDVAC, сумели решить эти проблемы гораздо раньше. Первыми компьютерами, в которых были реализованы основные особенности архитектуры фон Неймана, были:
- прототип — Манчестерская малая экспериментальная машина — Манчестерский университет, Великобритания, 21 июня 1948 года;
- EDSAC — Кембриджский университет, Великобритания, 6 мая 1949 года;
- Манчестерский Марк I — Манчестерский университет, Великобритания, 1949 год;
- BINAC — США, апрель или август 1949 года;
- CSIR Mk 1 — Австралия, ноябрь 1949 года;
- EDVAC — США, август 1949 года — фактически запущен в 1952 году;
- CSIRAC — Австралия, ноябрь 1949 года;
- SEAC — США, 9 мая 1950 года;
- ORDVAC — США, ноябрь 1951 года;
- IAS-машина — США, 10 июня 1952 года;
- MANIAC I — США, март 1952 года;
- AVIDAC — США, 28 января 1953 года;
- ORACLE — США, конец 1953 года;
- WEIZAC — Израиль, 1955 год;
- SILLIAC — Австралия, 4 июля 1956 года.

В СССР первой полностью электронной вычислительной машиной, близкой к принципам фон Неймана, стала МЭСМ, построенная Лебедевым (на базе киевского Института электротехники АН УССР). МЭСМ как прототип впервые была публично запущена 6 ноября 1950 года и уже в качестве полноценной машины прошла государственные приёмочные испытания 25 декабря 1951 года.

## Узкое место архитектуры фон Неймана

«Бутылочное горлышко» архитектуры фон Неймана — интерфейс с оперативной памятью

Совместное использование шины для памяти программ и памяти данных приводит к узкому месту архитектуры фон Неймана, а именно ограничению пропускной способности между процессором и памятью по сравнению с объёмом памяти. Из-за того, что память программ и память данных не могут быть доступны в одно и то же время, пропускная способность канала «процессор — память» и скорость работы памяти существенно ограничивают скорость работы процессора — гораздо сильнее, чем если бы программы и данные хранились в разных местах.
Данная проблема решается совершенствованием систем кэширования, что в свою очередь усложняет архитектуру систем и увеличивает риск возникновения побочных ошибок (например, проблема когерентности памяти).
Термин «узкое место архитектуры фон Неймана» ввёл Джон Бэкус в 1977 в своей лекции «Можно ли освободить программирование от стиля фон Неймана?», которую он прочитал при вручении ему Премии Тьюринга.